# Amat-Mamu
Amat-Mamu, sacerdotessa i escriba que va viure aproximadament cap al 1750 aC,, a Sippar a l'antiga Babilònia, Coneixem la seva existència a través de les tauletes escrites en cuneïforme per ella mateixa.
Amat-Mamu va ser una sacerdotessa naditu, terme accadi referit a una classe de dones dedicades al culte d'un déu determinat; en el seu cas, del déu Shamash de Sippar, Sabem que vivia al gagum -recinte emmurallat habitat exclusivament per dones naditu- del temple de Shamash de Sippar', on feia la funció d'escriba.
La seva vida va abastar tres regnats, el de Hammurabi (1792–1750 aC), Samsu-iluna (1749–1712 aC), i Abi-eshuh (1711–1684 BC).